# 233 (عدد)
233 هو عدد صحيح  طبيعي بين 232 و234

## في الرياضيات

### خصائص
- 233 عدد أولي
- 233 عدد فردي
- 233 عدد فيبوناتشي
- 233 عدد ناقص